# Шаропоезд
Каждое колесо его поезда представляло собой гигантский шар высотой с человеческий рост. Боковушки шаров — срезаны, здесь проходят оси и установлены электродвигатели. Два таких шара, «одетые» в резину, закреплены в голове и хвосте цилиндрического вагона. Шары выступают наружу через прорези в днище.

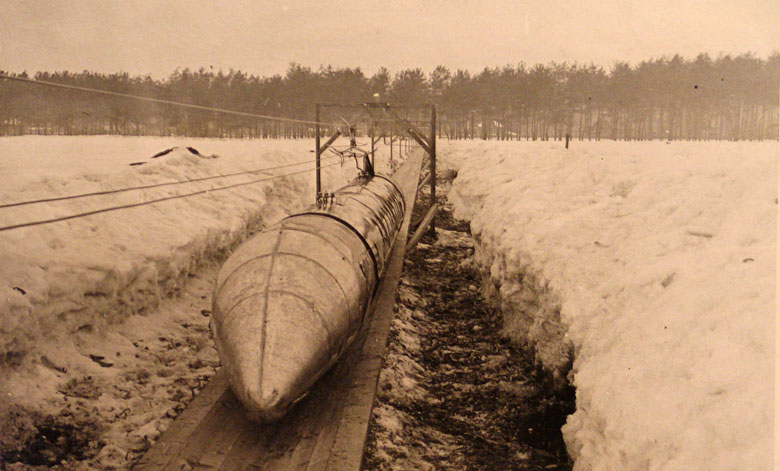
Общий вид шаропоезда конструкции Николая Ярмольчука. 1932 г.
Каждое колесо его поезда представляло собой гигантский шар высотой с человеческий рост. Боковушки шаров — срезаны, здесь проходят оси и установлены электродвигатели. Два таких шара, «одетые» в резину, закреплены в голове и хвосте цилиндрического вагона. Шары выступают наружу через прорези в днище.

Шаропоезд (также известен как ШЭЛТ — шароэлектролотковый транспорт) — разновидность монорельса, разработанная инженером Н. Г. Ярмольчуком в 1932—1933 годах. Поезд двигался на шарообразных колёсах со встроенными в них электродвигателями, которые располагались в полукруглых желобах под деревянной платформой (в полномасштабном проекте путепровод должен был быть бетонным). Модель поезда, построенная в масштабе 1/5 для испытаний концепции этого транспортного средства, развивала скорость до 70 км/ч. Предполагалось, что полномасштабная конструкция будет достигать скорости до 300 км/ч.
От проекта остались несколько музейных экспонатов, кадры кинохроники и литература той эпохи.

## История

### Предпосылки к появлению
В самом начале своей деятельности Ярмольчук несколько лет работал на Курской железной дороге монтёром. За время работы он ознакомился с особенностями устройства подвижного состава и со временем пришёл к выводу, что для дальнейшего развития рельсового транспорта в области повышения скорости движения необходимо переходить к новой концепции. В качестве ограничивающего фактора Ярмольчук в своих письмах указывал на взаимодействие рельсов и колёсных реборд. По его мнению, из-за повышения скорости подвижного состава могли существенно возрасти биения, возникающие при перемещениях колёсной пары в осевом направлении, ограниченных ребордами обоих колёс. Это могло приводить к разрушению ходовой части локомотива или вагона. В качестве альтернативы он предложил вместо традиционного пути с двумя рельсами прокладывать путь в виде жёлоба-лотка круглого сечения. Колёса поезда должны были представлять собой шары соответствующих размеров, что не приводило бы к вышеупомянутым биениям. При движении поезда сферические колёса должны были самоориентироваться, препятствуя сходу с пути.

### Первый проект
В первом варианте ШЭЛТ вагоны должны были иметь шарообразную форму; силовая установка и прочие агрегаты, а также пассажирская кабина должны были устанавливаться внутри, а внешняя поверхность корпуса должна была контактировать с лотком. При входе в повороты вагон должен был накреняться в соответствующую сторону для обеспечения устойчивости. В качестве силовой установки предполагалось использовать электродвигатели как позволяющие получить необходимые тяговые характеристики и не занимающие много места.
За последующие несколько лет Ярмольчук окончил МВТУ и МЭИ, получив необходимые для реализации проекта ШЭЛТ знания. В то же время он направлял в соответствующие инстанции письма, где приводил доводы в пользу реализации такого проекта (в частности, скоростные характеристики вплоть до конкуренции с авиационным транспортом, с учётом большей грузо- и пассажировместимости). К тому же Ярмольчук указывал на предполагавшиеся экономию стройматериалов и упрощение технологии прокладки пути, на фоне отсутствия в то время специальной техники для прокладки классической рельсошпальной решётки. Предполагалось, что путь будет собираться из железобетонных звеньев, полностью изготовленных на заводе.
Однако официальные лица поначалу не поддерживали проект из-за необходимости проверок, а также затрат на проведение новых линий ШЭЛТ.

### Доработка проекта
В ходе доработки в проект были внесены существенные изменения. Вагон шаропоезда стал более похож на классический железнодорожный (вытянутой формы), но имел только два колеса, следовавших одно за другим. В частности, это позволяло увеличить объём полезной нагрузки. Каждое колесо имело форму, напоминавшую шар со срезанными боковинами (иногда для неё применялся термин «шароид»). На месте срезанных боковин находились оси и элементы подвески. Колёса предполагалось изготавливать из металла и покрывать слоем резины. Электродвигатель должен был располагаться внутри колеса под его осью, что делало конструкцию устойчивой благодаря смещённому вниз центру масс. Крутящий момент мог передаваться от двигателя к колесу через зубчатую или фрикционную передачу. Такой вариант шаропоезда теоретически мог развивать скорость до 300 км/ч и брать на борт до 110 пассажиров. Как раз эта версия превосходила обычные поезда по скорости, а пассажирскую авиацию по грузоподъёмности.
Проект получил поддержку государственных органов в 1929 году. В то время Ярмольчук, при содействии специалистов Московского института инженеров транспорта Наркомата просвещения РСФСР, построил макет ШЭЛТ с заводным вагоном. Работу макета показали представителям Народного комиссариата путей сообщения (НКПС). Заведённый вагон на полусферических колёсах довольно быстро перемещался по проложенному по полу лаборатории лотку. После произведённого впечатления было одобрено проведение дальнейших работ по теме. После испытаний макета НКПС создало специальную организацию по развитию проектов Ярмольчука — Бюро опытного строительства сверхскоростного транспорта (БОССТ). Перед ней поставили задачу: создать полноценный проект системы ШЭЛТ, а затем более серьёзный макетный образец (уменьшенный прототип такой линии).
Проект разрабатывали до начала весны 1931 года. Далее документация была рассмотрена руководством СССР, а ещё позже НКПС распорядился перейти к постройке макетной системы, для чего были выделены средства в размере 1 млн рублей и участок в районе платформы Северянин, в то время ещё не находившейся на территории Москвы.
Помимо одобрения упомянутых ведомств, весной 1931 года идеи Ярмольчука получили поддержку ещё и советской прессы. В выходивших статьях освещались преимущества ШЭЛТ, в том числе увеличение скорости движения, для пассажирских поездов в пять-шесть раз, а для товарных прогнозировалось тридцатикратное увеличение.

### Макетный образец
В 1931 году велись работы в основном по прокладке опытной трассы. В проекте задействовали 89 человек, которые, для экономии времени и ввиду проблем с продовольствием, разбили на территории полигона огород площадью около 15 гектар. Для экономии средств и времени экспериментальную трассу решили выполнить из дерева. В основе лотка был деревянный каркас, на который затем закреплялось полотно дороги из досок. Над полотном на П-образных опорах подвешивалась контактная сеть, собранная не из проводов, а из труб. Пробовались два варианта расположения труб: с расположением одной трубы под самой опорой и более низких двух других труб, а также с расположением всех трёх труб на одном уровне. Рядом с трассой длиной 3 км располагалась небольшая электрическая подстанция, подключённая к трубам.
По мере продвижения проекта и освещения его в прессе выдвигались мнения некоторых специалистов по возможным недостаткам проекта. В частности, предполагались проблемы с денежными затратами, а также технических сложностях. Тем не менее, ответственные лица решили проверить прогнозы на практике и не стали останавливать стройку. Трасса была готова на стыке 1931 и 1932 годов. В апреле 1932 года был готов и первый шаровагон.
Экспериментальный вагон представлял собой цилиндрическую конструкцию с обтекателем в головной части. Вагон имел длину около 6 м при диаметре 0,8 м. Он имел два колеса диаметром более 1 м, одно в передней, другое в задней частях. Усечённые сферы колёс значительно выступали из корпуса вагона, создавая нужный гироскопический эффект для удержания вагона от сваливания. Трёхфазные электродвигатели располагались внутри колёс. Для обеспечения токосъёма была предусмотрена тележка, двигающаяся по контактной сети и соединённая с вагоном тросом и силовыми кабелями. Для размещения в вагоне испытателей имелись двери и окна. К осени были построены ещё четыре вагона, после чего стало возможным испытывать целый состав. Шаропоезд мог разгоняться до 70 км/ч. Надежды на гироскопический эффект оправдались — поезд проходил кривые с небольшим отклонением в сторону, но не стремился опрокинуться.
На первых этапах испытаний состав двигался без нагрузки. По мере подтверждения устойчивости вагоны начали нагружать, как балластом, так и пассажирами-испытателями. В один вагон могли поместиться максимум два человека, причём лёжа, поэтому на пол подстилались матрасы.
Один из испытателей вспоминал:
Когда я влез в узкий вагончик, меня мучили сомнения. Мне казалось, что поезд на быстром ходу должен соскочить с лотка, обязательно перевернуться. Ничего такого не случилось. Мягко, чуть покачиваясь, без привычного железного перестука колёс, поезд глотал пространство. На кривых он автоматически наклонялся, сохраняя равновесие, подобно велосипеду.
В 1933 году журнал «Огонёк» посвятил этому проекту небольшую статью.

Поезд на шару

(20 октября 1933 года)
Монтёр Курской дороги Н. Г. Ярмольчук ещё в 1924 г. задумал применить на транспорте шаровой принцип движения. Смутно представлялось ему — это будет шap, полый шар, внутри которого механизмы, необходимые устройства, люди. Поначалу, таким образом, шаровой транспорт был вполне утопической затеей. Прошло пять лет. Бывший монтёр был уже студентом, он учился в МВТУ, а потом в МЭИ, и к 1929 году идея шаро-электро-лоткового транспорта созрела окончательно. Цилиндрический вагон имеет две точки опоры в двух шарах, расположенных под вагоном спереди и сзади. Развивая колоссальную скорость — до 250—300 километров в час, — вагоны не боятся в пути крутых изменений профиля: «ванька-встанька», насильно сваленный, немедленно принимает обычное положение, лишь только устраняется внешняя сила.
После доклада изобретателя в СТО создано было специальное бюро со штатом специалистов. Предоставлено обширное, специально огороженное поле для опытных работ. Отпущен миллион рублей. Создано своё хозяйство, разведён обширный огород на 15 га, здесь растут капуста, морковь, картофель… Зачем капуста? К чему огород? Советский изобретатель и все его помощники ни в чём не должны испытывать недостатка. Пусть работают без посторонних забот.
89 человек — инженеров, техников, монтёров, плотников, слесарей — строят деревянный опытный лоток, они строят опытное кольцо протяжённостью в 3 километра, они готовят модели вагонов, маленькую электроподстанцию. И теперь, в 1933 году, счастливая мысль Ярмольчука проверена и подтверждена практически.
Вы можете влезть в маленький модельный жестяной вагончик. Лёжа вы поместитесь в нём. Для удобства внутри игрушечного вагона положен мягкий матрац. Вы мчитесь не по прямой, а по кругу. Вагон чуть-чуть кренится и снова выпрямляется: «ванька-встанька» противодействует центробежной стихии.
Если игрушечные жестяные вагончики мчатся по простейшему деревянному лотку со скоростью 70 км в час, значит, настоящий эксплуатационный поезд действительно осуществит трёхсоткилометровую скорость.
Идея изобретения уже проверена на опытном лабораторном кольце. Совнарком обязал НКПС уже в этом году строить опытную эксплуатационную дорогу по системе товарища Ярмольчука — дорогу с протяжением в 20—25 км.
Таково обычное отношение к изобретениям, движущим вперёд человеческую культуру, в стране строящегося социализма.

Поскольку испытания ШЭЛТ начались осенью (1932 года), вскоре выявились и недостатки системы. Постоянно приходилось счищать с трассы снег и наледь, поскольку они сильно препятствовали работе ходовой части поезда. Кроме того было ясно, что для полноценного внедрения ШЭЛТ необходимо создание лотковых аналогов стрелочных переводов. Специалисты БОССТ занимались различными испытаниями до лета 1933 года, параллельно прорабатывая возникающие проблемы.
После завершения испытаний документацию по проекту, в том числе отчёт об испытаниях, передали особому экспертному совету. Комиссия, главой которой был С. А. Чаплыгин, по результатам рассмотрения документов, приняла положительное решение (серьёзных проблем в проекте обнаружено не было). Было рекомендовано приступить к строительству первых полноценных трасс ШЭЛТ.

### Проекты полноценных поездов

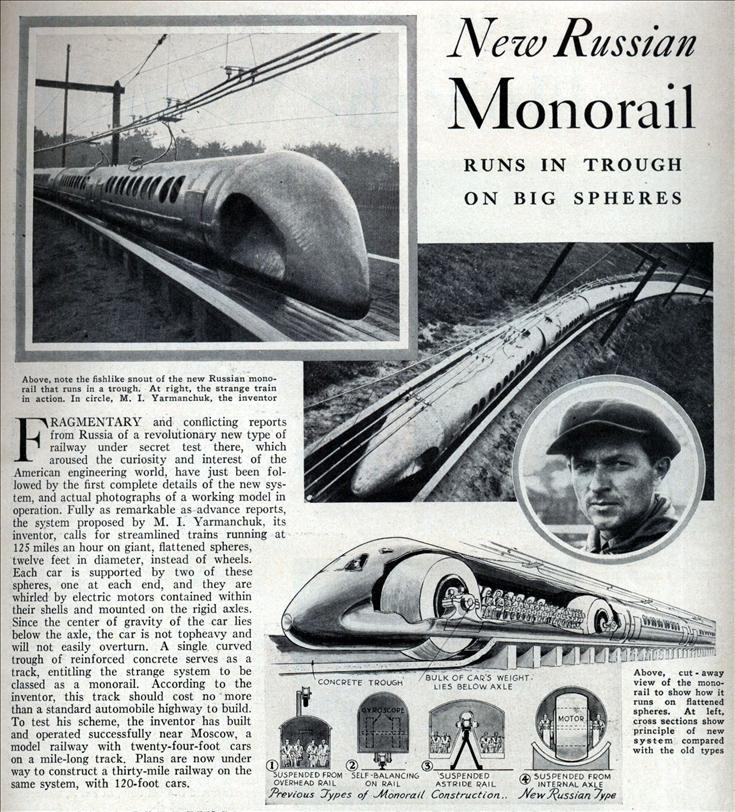
Popular Science Feb 1934, p 41: «Новый российский тип монорельса, который движется в жёлобе на больших сферах. Появились фрагментарные и противоречивые сообщения из России о новом революционном типе железной дороги, проходящем тайные испытания там, вызвавшие любопытство и интерес американского инженерного мира, которые недавно получили первые полные подтверждения о деталях новой системы с фотографиями рабочей модели в эксплуатации»

К лету 1933 Ярмольчук и его коллеги разработали проекты полноразмерных поездов. Подвижной состав предполагалось строить в двух габаритах, получивших условные наименования «средний» и «нормальный». Первый из них предполагалось использовать для создания опытного поезда, который можно было бы испытать и применять затем на реальных линиях. В этом случае диаметр колёс достигал 2 м, а пассажировместимость вагона составляла 82 сидячих места. Расчётная скорость для «среднего» габарита составила 180 км/ч. Такие вагоны предполагалось собирать в трёхвагонные составы и эксплуатировать на пригородных линиях.
Более серьёзным вариантом был поезд «нормального» габарита. В этом случае диаметр колёс достигал 3,7 м, пассажировместимость вагона составляла порядка 100 сидячих мест; расчётная скорость доходила до 300 км/ч. В дополнение к обычным тормозам предполагалось использовать аэродинамические (с использованием на поверхностях вагонов подвижных пластин, выдвигаемых поперёк набегающего потока воздуха). По некоторым подсчётам, произведённым в БОССТ, трасса с составами и/или вагонами ШЭЛТ «нормального» габарита за несколько дней смогла бы перевезти население небольшого города.
13 августа 1933 года Совет народных комиссаров поручил НКПС построить первую полноценную линию ШЭЛТ. Рассматривались версии маршрутов Москва — Ногинск и Москва — Звенигород; после анализа обстоятельств было решено отдать предпочтение первой версии. Линия должна была начинаться в Измайлове, поскольку пассажиры могли в этом случае доехать к месту пересадки на шаропоезд трамваем или метро. Пресса снова начала писать о перспективах новой стройки.

### Проблемы и закрытие проекта
Тем не менее, перед началом строительства специалисты перепроверили проект и пришли к выводам о наличии серьёзных недостатков предложенного транспорта. Это привело к отказу от начала строительства.
Во-первых, проблемы с безопасностью движения могли возникнуть, как это уже было на испытаниях, при наличии снега и наледи. При достижении максимальной скорости состав мог сойти с пути, что, в свою очередь, могло привести к многочисленным жертвам.
Во-вторых, возникли опасения, что трасса окажется экономически невыгодной. Затраты на создание линии были бы значительными, а окупаемость с учётом затрат на последующее обслуживание оказалась под вопросом.
В-третьих, назывались некоторые сложности конструкции. Как было сказано выше, изначально ожидалось, что прокладка пути будет более простой по сравнению с железнодорожным путём; однако и в этом случае возникали свои сложности, а налаживание производства железобетонных лотков требовало серьёзного развёртывания дополнительных производств. Для постройки подвижного состава требовались двигатели соответствующей мощности, которые либо отсутствовали, либо были слишком дорогими. Под вопросом оказался и ресурс резинового покрытия колёс шаровагонов.
В итоге было принято решение не продолжать работы по проекту. Пресса перестала писать статьи; экспериментальную дорогу разобрали. Данные по дальнейшим действиям с построенным пятивагонным шаропоездом практически отсутствуют (после 1934 он не упоминается в источниках).
Ярмольчук продолжал работы по перспективным видам транспорта, и некоторые его разработки нашли практическое применение. В инициативном порядке он развивал идею ШЭЛТ, последние упоминания об этом встречаются в конце 1970-х годов.
В 1950-х годах Ярмольчук вёл кружок юных конструкторов в Бауманском Доме пионеров Москвы, разработавших универсальную модель шаропоезда для езды по дорогам с любым покрытием. Работа была представлена на Всемирном фестивале молодёжи и студентов в Москве.
Он пытался снова заинтересовать специалистов и даже пытался попасть на приём к А. Н. Косыгину, но это ему не удалось. Ярмольчук дожил до 1978 года, а после его ухода работы по этому направлению прекратились.

## В искусстве
Советский писатель-фантаст Г. С. Мартынов в романе «Гианэя» (издание 1965 года) описывал «шарэкс» — шаровый экспресс. Так бы выглядел шаропоезд в промышленной эксплуатации. Основные отличия от реального прототипа: каждый вагон «шарэкса» на нескольких шарах, а эстакада (желобовая дорога) не имеет сплошного жёлоба, а состоит из двух полос, по которым катятся шары. Питание «шарэкса» беспроводное (как и у всего вымышленного наземного транспорта в романе), с помощью внешнего энергетического поля. Скорость на перегоне — 610 км/ч.